# Las Tejerías
Las Tejerías est une localité du Venezuela, capitale de la paroisse civile de Santos Michelena et chef-lieu de la municipalité de Santos Michelena dans l'État d'Aragua.

## Historique

### Catastrophe du 8 octobre 2022

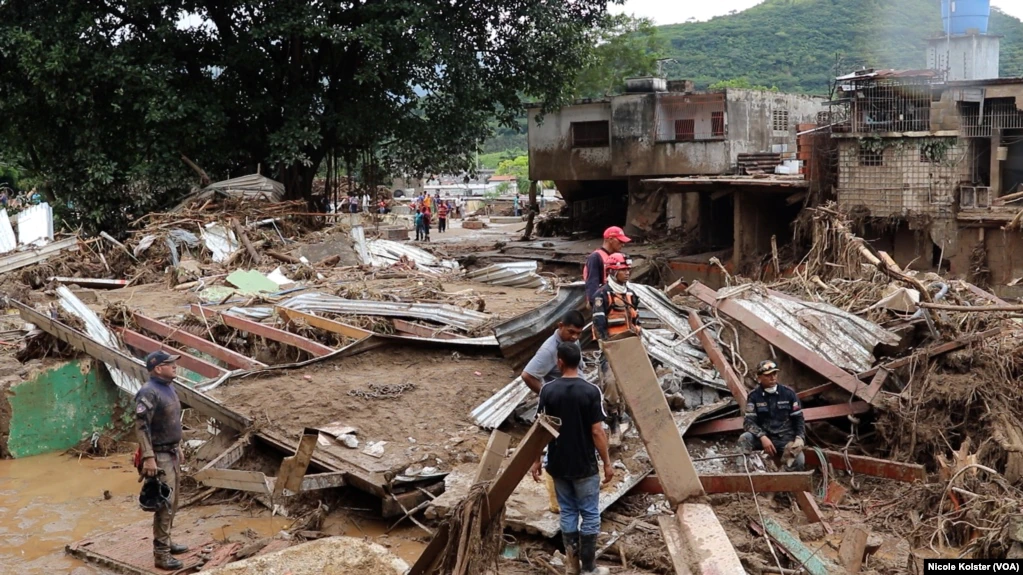
Dégâts causés au lendemain du glissement de terrain du 8 octobre 2022.

Des pluies diluviennes s'abattent sur la région du nord du Venezuela, dans l'État d'Aragua, et provoquent d'importantes coulées de boue dans la ville de Las Tejerías le 8 octobre 2022, emportant tout sur leur passage, « arbres, rochers, voitures, lampadaires, pylônes téléphoniques et des pans entiers de maisons ». Malgré l'intervention de quelque 3 000 secouristes et deux jours après, les médias relatent la découverte de 43 corps sans vie et la disparition de 56 autres personnes. Le dimanche 16 octobre, un deuil national de trois jours est décrété par le président Nicolás Maduro.
Une dizaine de jours après la catastrophe, le bilan s'élève à une centaine de morts, ce qui constitue la pire catastrophe naturelle du Venezuela depuis le début du XXIe siècle, après la tragédie de Vargas qui a causé la mort de plus de 10 000 personnes.